# Heinrich Dorn (Komponist)

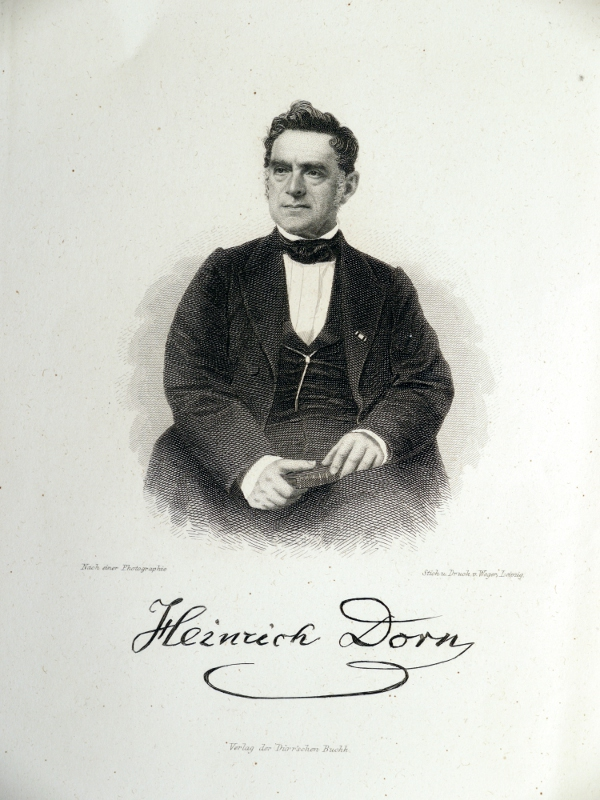
Heinrich Dorn

Heinrich Ludwig Egmont Dorn (* 14. November 1804 in Königsberg i. Pr.; † 10. Januar 1892 in Berlin) war ein deutscher Komponist, Dirigent und Musikkritiker.

## Leben
Dorn studierte ab 1823 an der Friedrich-Wilhelms-Universität zu Berlin zunächst Rechtswissenschaft, wendete sich aber dann der Tonkunst zu. Er ließ sich von Ludwig Berger und Bernhard Klein im Klavierspiel und von Bernhard Klein und Carl Friedrich Zelter in Komposition ausbilden. Bereits 1826 kam seine erste Oper Rolands Knappen, zu der er selbst den Text gedichtet hatte, in Berlin mit Beifall zur Aufführung.
Danach übernahm Dorn vorübergehend eine Lehrerstelle an einem Musikinstitut zu Frankfurt am Main und anschließend als Musikdirektor am Opernhaus Königsberg. Hier brachte er 1828 seine zweite Oper, Die Bettlerin (Text von Karl von Holtei), zur Uraufführung. Im Jahr 1830 erhielt er sodann die Stelle eines Musikdirektors am neu eröffneten kurfürstlichen Hoftheater zu Leipzig. Hier wurde er unter anderem Kompositionslehrer von Robert Schumann und Clara Wieck und brachte das Ballett Amors Macht sowie 1831 seine dritte Oper, Abu Kara (Text von Ludwig Bechstein), auf die Bühne, ohne sonderlichen Beifall zu finden.
Nach Auflösung dieser Theaterunternehmungen wechselte Dorn 1832 nach Hamburg und leitete dort vorübergehend die Hamburger Philharmoniker. Anschließend begab er sich nach Riga, wo ihm eine Stelle als städtischer Musikdirektor und ab 1836 zugleich die Direktion des Theaterorchesters übertragen wurde, an dem zwischenzeitlich 1837–1839 Richard Wagner als Kapellmeister ebenfalls tätig gewesen war. Hier veranstaltete Dorn 1836 das erste und viel beachtete Musikfest der russischen Ostseegouvernements und brachte 1838 seine vierte und überall mit Beifall wiederholte Oper, Der Schöffe von Paris, sowie 1841 seine fünfte Oper, Das Banner von England, zur Uraufführung.

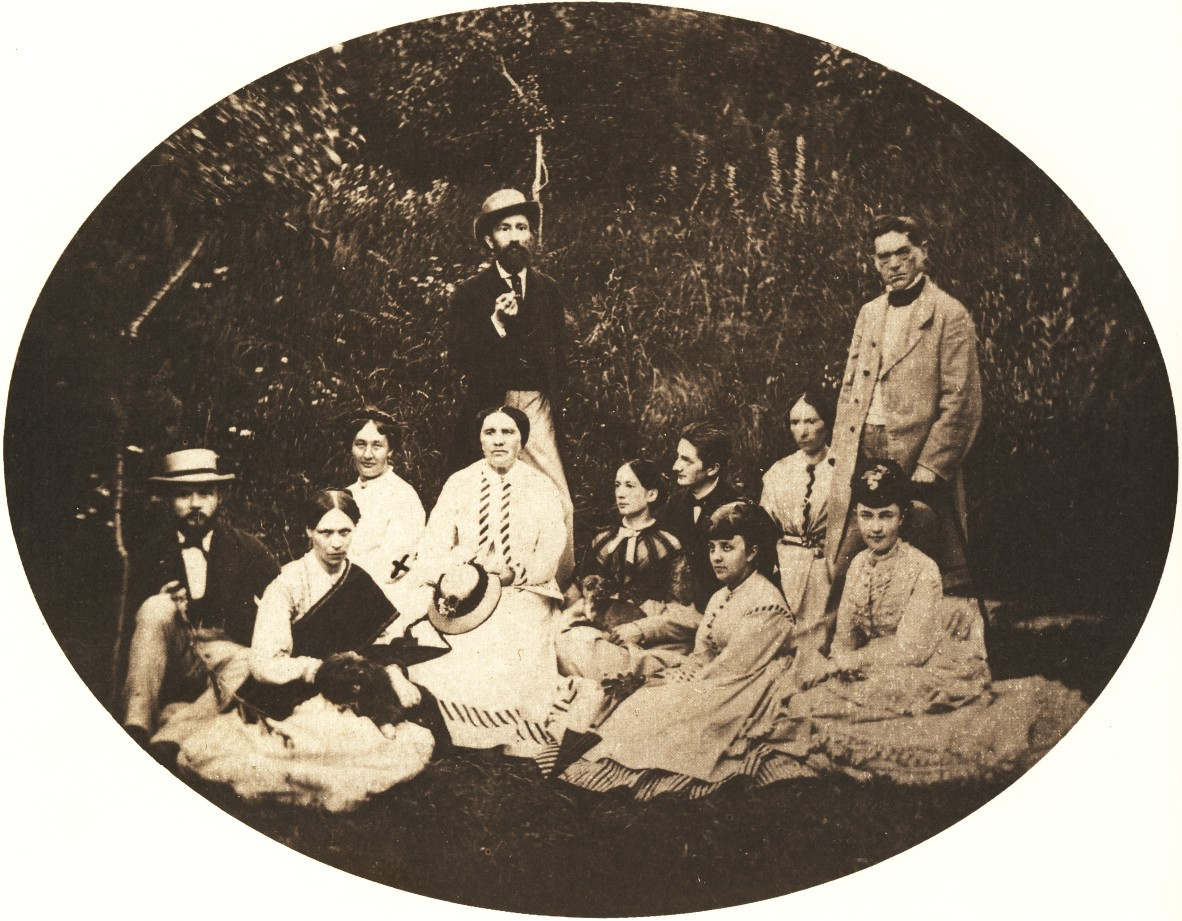
August Kotzsch – Gruppenbild um 1870; rechts stehend Heinrich Dorn

Anfang 1843 wechselte Dorn an das Schauspiel Köln und wurde hier als Nachfolger von Conradin Kreutzer als städtischer Kapellmeister und Konzertdirigent des Gürzenich-Orchester Köln angestellt. Zwei Jahre später gründete er die Rheinische Musikschule und war hier auch als Lehrer für Komposition, Gesang und Klavierspiel tätig. In den Jahren 1844 und 1847 war Dorn Festspielleiter der Niederrheinischen Musikfeste zu Köln, bei deren ersterem er Beethovens große Messe in D zum ersten Mal in Deutschland vollständig aufführte.
Nach dem Tode Otto Nicolais wurde Dorn 1849 in Berlin zu dessen Nachfolger als Kapellmeister und Dirigent am königlichen Hoftheater und im selben Jahr auch zum Mitglied der Königlich preußischen Akademie der Künste zu Berlin ernannt. Allerdings unerwartet wurde er 1869 mit dem Titel eines Professors wiederum gemeinsam mit seinem musikalischen Leiter Wilhelm Taubert vorzeitig pensioniert. Danach übernahm er noch eine Stelle als Dozent an der Kullakschen Neuen Akademie der Tonkunst zu Berlin sowie als Musikkritiker für die Neuen Berliner Musikzeitung.

## Familie
Heinrich Dorn heiratete 1830 Minna Friederike, geborene Zettel († 20. Januar 1854 in Berlin),  mit der er mehrere Kinder hatte. Nach ihrem Tod heiratete er 1855 Franziska, geborene Wurmser († 24. März 1890 in Berlin).
Von Dorns Söhnen wirkte Alexander Dorn (1833–1901) als Klavierlehrer an der Berliner Hochschule für Musik. Der andere Sohn Otto Dorn (1848–1931) errang  1873 den ersten Preis der Giacomo-Meyerbeer-Stiftung und wurde durch wirkungsvolle Orchesterkompositionen bekannt.

## Werke
- Rolands Knappen, heroisch-komische Oper in zwei Akten, op. 1, (Berlin, 1826)
- Artaxarxes Ouvertüre, (Berlin und Königsberg, 1828)
- Die Bettlerin, Singspiel in vier Akten, (Text: Karl von Holtei), (Königsberg, 1828)
- Amors Macht, Ballett, (Leipzig, 1830)
- Abu Kara, romantische Oper in drei Akten op. 18, (Text: Ludwig Bechstein), (Leipzig, 1831)
- Das Schwanenmädchen, Quartett, (8. April 1834 Riga),
- Der Schöffe von Paris, komische Oper in zwei Akten, (Libretto: Wilhelm August Wohlbrück), (Riga 1. November 1838)
- Das Banner von England, romantische Oper in vier Akten, (Libretto: Carl Alt nach Walter Scott), (Riga, 1842)
- Die Nibelungen, Oper in fünf Akten, op. 73, (1854), (Libretto von Eduard Gerber), die am 22. März 1854 in Weimar unter der Leitung von Franz Liszt uraufgeführt und welche noch vor Wagners Der Ring des Nibelungen ein großer Erfolg wurde;
- Ein Tag in Russland, komische Oper in zwei Akten, (Text: Johann Christoph Grünbaum nach Eugène Scribe) (Berlin, 1856),
- Der Botenläufer von Pirna, komische Oper in drei Akten, (Libretto: Moritz Heydrich nach Mélesville), (Berlin, 1865)
- Gewitter bei Sonnenschein, einaktige Operette, (Libretto: Charles Nuitter), (Berlin, 1866);
- Siegesfestklänge, Oper (Berlin, 1866)
- zahlreiche Lieder und Gesänge, Instrumentalkompositionen, etc., die alle ein schönes Talent und tüchtige musikalische Bildung bekunden, trotzdem aber keine großen und allgemeinen Sympathien haben erringen können.

Dazu eine Reihe literarischer Werke wie beispielsweise:
- Aus meinem Leben – Erinnerungen, (Berlin, 1870–72)
- Ostracismus. Ein Gericht Scherben, (Berlin, 1875);
- Ergebnisse aus Erlebnissen, (Berlin, 1877)
- Streifzüge im Gebiet der Tonkunst, (Berlin, 1879)
- Quodlibert, (Berlin, 1886)